# Чапнін Сергій Валерійович
Сергій Валерійович Чапнін ( 7 червня 1968, Москва, РРФСР, СРСР ) - російський журналіст, видавець, редактор і церковно-громадський діяч. Автор публікацій в церковних і світських ЗМІ з актуальних проблем державно-церковних відносин, місії Церкви в сучасному світі, богослов'я образу і «богослов'я комунікації». З 2009 року по 2015 рік відповідальний редактор « Журналу Московської Патріархії »; з 2014 року головний редактор альманаху сучасної християнської культури «Дари».

## Біографія
Закінчив факультет журналістики МГУ.
У 1986-1987 роках - один з організаторів клубу «20-я комната» (молодіжна редакція журналу «Юність»).
У 1988-1989 роках брав участь у виданні саміздатского журналу «Параграф».
У 1989-1990 роках працював кореспондентом агентства «Постфактум» і газети «Коммерсант».
У 1991-1995 роках - голова православного братства в ім'я святителя Тихона, патріарха Всеросійського (м Клин, МО, філії в Москві і Чикаго).
З 1995  по 1997 рік - головний редактор інформаційно-дослідницької групи «Метафразіс».
У 1997-1998 роках - оглядач газети « Новая Газета-Релігії».
У 1998-2001 роках - творець і головний редактор першого православного інтернет-журналу «Соборность».
У 2001-2015 роках - відповідальний редактор газети « Церковний вісник », співробітник видавничої ради Російської православної церкви і після його реорганізації у 2009 році видавництва Московської патріархії.
У лютому - серпні 2003 року - керівник московського інформаційного центру з підготовки урочистостей з нагоди 100-річчям канонізації преподобного Серафима Саровського.
У 2004-2009 роках - засновник, автор концепції і виконавчий директор Міжнародного фестивалю православних засобів масової інформації « Віра і слово » (2004, 2006, 2008).
У 2005-2009 роках - керівник дослідницького центру «Церква в інформаційному суспільстві». Спільно з Валерієм Лепахіним організатор конференції «Іконологія й іконічність» (2005-2007).
Автор-упорядник довідника «Православна Москва (храми, монастирі, каплиці, церковно-громадські та благодійні організації, видавництва та ЗМІ)» (з 1993 року вийшло п'ять видань, останнє у 2006 році) і довідника «Московська єпархія. Російська Православна церква »(2015).
27 липня 2009 року рішенням Священного синоду включений до складу Міжсоборної присутності Російської православної церкви . З січня 2010 по жовтень 2014 року  - секретар комісії Міжсоборної присутності з питань взаємодії Церкви, держави і суспільства і член комісії з питань інформаційної діяльності Церкви та відносин зі ЗМІ. У 2010-2012 роках брав участь у розробці документів, присвячених проблемам ювінальної юстиції та електронної ідентифікації особи.
З травня 2009 року - заступник головного редактора видавництва Московської патріархії.
27 липня 2009 року рішенням Священного синоду включений до складу Міжсоборної присутності Російської православної церкви . З січня 2010 по жовтень 2014 року  - секретар комісії Міжсоборної присутності з питань взаємодії Церкви, держави і суспільства і член комісії з питань інформаційної діяльності Церкви та відносин зі ЗМІ. У 2010-2012 роках брав участь у розробці документів, присвячених проблемам ювенальної юстиції та електронної ідентифікації особи.
З грудня 2012 року - член Ради із зовнішньої і оборонної політики.
Наприкінці 2013 року розробив концепцію Різдвяного фестивалю «Дари» і разом з Гором Чахалом і Іриною Мовний виступив куратором виставки «Дари» в Музеї архітектури імені Щусєва.
З січня 2014 року голова співдружності в підтримку сучасної християнської культури «Артос».
З листопада 2014 року головний редактор альманаху сучасної християнської культури «Дари» .
Після ротації вийшов зі складу Міжсоборної присутності, затвердженого 23 жовтня 2014 року рішенням Священного синоду .
18 грудня 2015 року рішенням головного редактора видавництва Московської патріархії протоієрея Володимира Сіловьева на виконання розпорядження патріарха Кирила був звільнений з посади відповідального редактора «Журналу Московської Патріархії» . Відповідно до твердження Чапнін, патріарше розпорядження було записано: «Чапнін залишати на посаді відповідального редактора вважаю недоцільним через його неналежних висловлювань, призначити виконуючим обов'язки Євгена Стрельчик» . ЗМІ пов'язували це з виступом в Московському центрі Карнегі з доповіддю «Православ'я в публічному просторі: війна і насильство, герої і святі», де висловив тривогу з приводу майбутнього Церкви, зникнення в ній «ідеологічної багатоманітності» і посилення «правого крила» . Він зазначив, що звільнення відбулося за згодою сторін. «В цілому я пропрацював в Московській Патріархії майже 15 років - останні 6,5 років в журналі - і з грудня більше не працюю» .
У грудні 2015 року виступило організатором (разом з Валаамським монастирем) і куратором (спільно з Іриною Мовний) виставки «Сучасні іконописці Росії» .
У 2014-2018 рр. виступив співорганізатором «Лабораторії церковних мистецтв і архітектури» .
З червня 2016 року співробітник дослідницького проекту «Конфлікти в постсекулярному суспільстві» .
З осені 2016 року куратор міжнародного виставкового проекту «Святі нерозділеного Церкви» , представляв проект в Національному художньому музеї Республіки Білорусь (2017), Ново-Валаамском монастирі в Фінляндії (2019) і Музеї образотворчих мистецтв Кузбасу  (2020).
У квітні 2020 року, в період пандемії, виступив з ініціативою створення проекту "Соборність" з метою каталогізації та осмислення проблем церковного життя в Росії. За підсумками першого семінару видано збірник статей "Системні проблеми православ'я: аналіз, осмислення, пошук рішень" .

## Незалежна громадська діяльність
18 грудня 2015 року рішенням головного редактора видавництва Московської патріархії протоієрея Володимира Сіловьева на виконання розпорядження патріарха Кирила був звільнений з посади відповідального редактора «Журналу Московської Патріархії» .
Відповідно до твердження Чапніна, патріарше розпорядження наголошувало: «Чапніна залишати на посаді відповідального редактора вважаю недоцільним із-за його неналежних висловлювань, призначити виконуючим обов'язки Євгена Стрельчик» . ЗМІ пов'язували це з виступом в Московському центрі Карнегі з доповіддю «Православ'я в публічному просторі: війна і насильство, герої і святі», де висловив тривогу з приводу майбутнього Церкви, зникнення в ній «ідеологічної багатоманітності» і посилення «правого крила» .
Чапнін зазначив, що звільнення відбулося за згодою сторін. «В цілому я пропрацював в Московській Патріархії майже 15 років - останні 6,5 років в журналі - і з грудня більше не працюю» .
Як прокоментував це увільнення Чапніна протодиякон Андрій Кураєв, що завжди був критично налаштованим щодо Чапніна:
"Отставка Чапнина, теперь Чаплина, — можно ли говорить о том, что внутри РПЦ сейчас бурлят некие конфликты?Нет, это напрасное предположение. Речь идет всего лишь навсего о согласовании действий патриархии и Кремля в частном вопросе. Это не знак перемен в самой патриархии. Более того, я думаю, что и отставка Сергея Чапнина была тоже связана с уходом Чаплина. В патриархии очень любят этакую ельцинскую политику «сдержек и противовесов». То есть убрали одного либерала и одного правого. Почти однофамильцев. Может быть, поскольку Чапнин и Чаплин не вполне равновесны, я не исключаю, что дальше последует какая-нибудь акция в мой адрес — вроде запрета служения. И это будет толковаться: мол, мы не в угоду либералам убрали Чаплина, а мы просто избавляемся от крайнего балласта".
У грудні 2015 року виступив організатором (разом з Валаамським монастирем) і куратором (спільно з Іриною Язиковою) виставки «Сучасні іконописці Росії» .
У 2014-2018 рр. виступив співорганізатором «Лабораторії церковних мистецтв і архітектури» .
З червня 2016 року співробітник дослідницького проекту «Конфлікти в постсекулярному суспільстві» .
З осені 2016 року куратор міжнародного виставкового проекту «Святі нерозділеного Церкви» , представляв проект в Національному художньому музеї Республіки Білорусь (2017), Ново-Валаамском монастирі в Фінляндії (2019) і Музеї образотворчих мистецтв Кузбасу  (2020).
У квітні 2020 року, в період пандемії, виступив з ініціативою створення проекту "Соборність" з метою каталогізації та осмислення проблем церковного життя в Росії. За підсумками першого семінару видано збірник статей російською мовою: "Системные проблемы православия: анализ, осмысление, поиск решений
(Материалы первого семинара)" - М.: Проект "Соборность", 2020 - 104 с..
В першому випуску опубліковано кілька гострих та критичних щодо Московської Патріархії статей, зокрема: Священник Августин Соколовски (Фрибург) - Молитва Церкви в период пандемии: новое осмысление реальности; протоиерей Георгий Ашков (Франция, Вселенский патриархат) - Практики причащения: «богословие ложки»; протоиерей Андрей Лоргус (Москва) - Пастырские практики: духовничество, старчество и младостарчество; Сергей Чапнин (Москва) - Православный фундаментализм.
Також видано другий випуск: Системные проблемы Православия: анализ, осмысление, поиск решений. Материалы второго семинара. [сост. С. В. Чапнин]. – Москва: Проект «Соборность», 2021. – 122 с.
У цьому випуску резонансними стали стаття самого Чапніна "Предисловие. Несколько слов о «церковном либерализме»", стаття Олексія Макаркіна "Критерии фундаментализма в Русском Православии", а також стаття білоруської політичної емігрантки Наталії Васілевич "Политический кризис в Беларуси: православные христиане в общенациональном гражданском движении".
До 2019 року Чапнін займався громадською діяльністю, очолював дві громадські організації у Москві: ООО Содружество "Артос" - з  25.04.2017 по 20.09.2019 роки, та ООО "Христианский Книжный Клуб" - з с 05.05.2014 по 09.01.2018 роки.
У 2022 році виїхав у США, з квітня 2022 року згаданий, як директор по комуникаціям Центру православних досліджень Фордхемського університету.(Orthodox Christian Studies Center), Співзасновниками в 2014 році даного центру стали два грецьких професра з Нью-Йорку: George E. Demacopoulos та Aristotle Papanikolaou, а також координоване ними Orthodox Theological Society in America (OTSA).
Його безпосереднім начальником став професор теології Георг Демакопулос.
У 2022 році досить скептично оцінив роль так званих "ліберальних парафіяльних громад" у юрисдикції РПЦ:
"Например, «либеральные» приходские общины. Мне ужасно не нравится это слово применительно к церковной среде, поэтому я ставлю его в кавычки. Так вот, «либеральные» группы попытались в начале войны открыто заявить о своей антивоенной позиции. В ответ власти с демонстративной жестокостью расправились с теми, кто выступил открыто, вспомним, например, протоиерея Иоанна Бурдина из Костромской епархии. Этот сигнал был услышан всеми, и часть церкви замолчала, по крайней мере, ее голос теперь не слышен в публичном пространстве. Оценить, как много этих групп и насколько они активны, сегодня практически невозможно. Могу предположить, что это меньше одной пятой от числа приходов".
У 2024 році виступив з антимасонськими заявами:
"Чиновники и бизнесмены во главе с Сергеем Кириенко отдыхают и «решают вопросы» в Дивеевском монастыре Их религиозное «братство» восстановило эту обитель — и превратило в подобие масонской ложи. Это про сетевые связи чиновничества и бизнеса, социально-денежное партнерство. А визиты в монастырь — просто выездная часть работы «клуба». Люди вместе молятся, потом отдыхают, идут какие-то деловые терки. Член клуба может получить быстрый доступ к соратникам, к которым по светским каналам достучаться было бы сложно.".

## Видавничі проекти, опозиційна полеміка проти Кирила (Гундяєва)
Автор (спільно з Валерієм Лепахиним і Павлом Бусалаевим) збірника «Мова священного і сучасний світ» (2004).
Редактор і видавець книг архімандрита Софронія (Сахарова), митрополита Антонія Сурозького, протопресвітера Олександра Шмемана, диякона Андрія Кураєва, ієромонаха Іларіона (Алфеєва), протоієрея Георгія Митрофанова, протоієрея Георгія Бенігсена, ігумена Іони (Займовского), Анрі Волохонський, А. Л. Беглова та ін.
Видавець альманаху, присвяченого архітектурі, будівництву та реставрації храмів «Храмоздатель» (2012-2015 рр. ).
16 грудня 2015 року звільнений з посади відповідального редактора ЖМП за свою опозиційнічсть. За словами Чапніна:  «Запрос на “священную войну” на Украине в РПЦ уже есть».
В іншій заяві для преси Чапнін підкреслив наступне: «В России прямо на наших глазах умирает журналистика. И светская, и церковная» 
Чапнін, за його словами, звільнений за дві свої публікації: першу - під назвою "Церква імперії".
Друга, менш жорстка публікація була під назвою: "Православие в публичном пространстве: война и насилие, герои и святые" 
Після увільнення з ЖМП, став працювати, як видавець і головний редактор щорічного альманаху сучасної християнської культури «Дари» (вийшло не менше 7 номерів в 2015-2022 рр. ).
Цей альманах 15 лютого 2015 року було організовано групою ліберально орієнтованих послідовників священика Олександра Меня, вбитого у 1990 році КДБ. Головним редактором став Чапнін, редактором - протоієрей Умінський Олексій Анатолійович, випускаючим редактором - Ірина Язикова, а також долучилося дврє громадян України, що увійшли в редколегію: Філоненко Олександр Семенович (нар. 18 жовтня 1968, Кисловодськ) — український філософ, православний теолог, публічний інтелектуал, доктор філософських наук, та Чекаль Олексій Георгійович (нар. 1973) — графічний дизайнер, каліграф-мандрівник, художній керівник студії графічного дизайну.
У січні 2016 року на каналі "Дождь" заявив:
С одной стороны, мы говорим, что это конфликт внутри Украины, с другой стороны, я знаю не одного, не двух, не трех священников, которые благословляли добровольцев, российских граждан, идти воевать на Украину. Можно было бы хотя бы громко сказать о том, что Церковь не благословляет.
На запрошення прот. Георгія Коваленка, виступив  у ВПУ Софії Премудрості Божої з відкритою лекцією 7 жовтня 2018 р. під назвою: «Церковне відродження: що пішло не так?». Чапнін тоді заявив, що сучасна РПЦ -  "постсоветская гражданская религия".
Чапнін засудив ідею Москви, як третього Риму: "Мы мыслим себя как церковь империи, Москву — как преемницу третьего Рима. А по сути, никакого преемства с канонической точки зрения нет".
Також Чапнін засудив канонізацію в 2000 році царської родини:
"Не смотря на гигантский скепсис, в 2000 г. происходит канонизация царской семьи. Это было настолько неочевидно, что было написано две иконы — Собор новомучеников с царской семьей и Собор новомученикво без царской семьи. То, что на момент смерти Николай ІІ почти полтора года не был императором, ничего не значит для идеологизированного церковного сознания".
Видавець і редактор-упорядник збірника статей "Системні проблеми православ'я: аналіз, осмислення, пошук рішень" (2020 р )
У 2022 році у розмові з проректором КДА УПЦ-МП Володимиром Бурегою Чапнін висловився проти подальших претнезій Московської Патріархії на УПЦ, та за реформування уставу УПЦ в сторону значно ширшої самостійності від Москви.

## Сім'я
Одружений. Дружина - Ксенія Лученко, доцент РАНХиГС, кандидат філологічних наук. Батько двох синів.

## нагороди
- 2004 - орден прп. Сергія Радонезького III ст.;
- 2006 - орден свт. Інокентія Московського III ст.;
- 2006 - почесний знак «Добрий пастир»;
- Рік випуску 2008 - орден прп. Данила Московського III ст.;
- 2011 - орден прп. Сергія Радонезького II ст.;
- 2014 року - ювілейний знак «700-річчя преподобного Сергія Радонезького».

## Критика
9 квітня 2011 року Сергій Чапнін виступив на засіданні Ради із зовнішньої і оборонної політики з доповіддю «Церква, культура і російський націоналізм», в якому, зокрема, заявив, що святкування Дня Перемоги є одним із проявів «пострадянської громадянської релігії», ритуальні форми якої припускають «загальне поклоніння вогню» і є язичницьким. За словами Чапніна, «вогонь, що виходить із землі, завжди є образ пекла, геєни вогненної, гніву Божого ... Але навіть представники Церкви, включаючи ієрархів, продовжують брати участь в цьому дивному для сьогоднішнього дня ритуалі» .
Офіційні представники Московського Патріархату неоднозначно поставилися до висловлювання Сергія Чапнін про язичницьких коренях ритуалу поклоніння пам'яті загиблих під час Великої Вітчизняної війни у Вічного вогню. Найбільш різко виступив глава Синодального відділу із взаємин Церкви і суспільства РПЦ протоієрей Всеволод Чаплін. 22 травня 2011 року в ефірі телеканалу «Союз» він висловив незгоду з твердженнями «церковних дисидентів» про неприйнятність для православних віруючих символу Вічного вогню біля Кремлівської стіни як елемента язичницької культури.
У своїх публікаціях критично і часом досить жорстко оцінював сучасний стан Російської православної церкви, через що отримував офіційні листи з попередженнями, а в 2015 році, за власними словами, потрапив «під заборону» з боку Московської патріархії: йому було фактично заборонено брати участь з доповідями на міжнародних конференціях .

## Публікації
статті
- Церква, культура і російський націоналізм [Архівовано 4 грудня 2020 у Wayback Machine.]. Полит.ру, 05.05.2011
- Іслам в Європі: маніпуляції громадською думкою [Архівовано 10 вересня 2019 у Wayback Machine.]. Русский журнал, 25.02.1012
- Три вогню [Архівовано 28 жовтня 2020 у Wayback Machine.]. Православ'я і світ, 13.05.2015
- Православ'я в публічному просторі: війна і насильство, герої і святі [Архівовано 24 листопада 2020 у Wayback Machine.]. Московський центр Карнегі, 09.12.2015
- Церква імперії. [Архівовано 14 серпня 2018 у Wayback Machine.] Чому в РПЦ такі сильні прорадянські настрої? [Архівовано 14 серпня 2018 у Wayback Machine.] Colta.ru, 24.12.2015
- Фрагмент есе «Церква в пострадянській Росії» [Архівовано 29 листопада 2020 у Wayback Machine.]. Гефтер.ру, 05.02.2016
- Православная церковь бросает тень на общество = L'Eglise orthodoxe russe occulte la société. — Le Monde. — 03.08.2017.
- Фестиваль на місці вбивства [Архівовано 27 січня 2021 у Wayback Machine.]. Colta.ru, 19.07.2018
- Журнали Священного синоду vs. [Архівовано 30 вересня 2020 у Wayback Machine.] Євангеліє: де любов? [Архівовано 30 вересня 2020 у Wayback Machine.] Colta.ru, 18.09.2018
- «Від підтримки держави Церква повинна перейти до підтримки громадянського суспільства» Чи можливі в РПЦ серйозні реформи? [Архівовано 1 грудня 2020 у Wayback Machine.] Інтерв'ю з «церковним дисидентом» Сергієм Чапнін [Архівовано 1 грудня 2020 у Wayback Machine.]. Znak.com, 14.06.2019
- «Правмір» - що тут «неправославних»? [Архівовано 22 липня 2019 у Wayback Machine.] Colta.ru, 15.07.2019
- Гроші, кадри, слухняність. Реформування РПЦ: що належить поміняти після закінчення епохи патріарха Кирила? [Архівовано 13 червня 2021 у Wayback Machine.] // Нова газета. - 06.09.2019
- Благочестя, Причастя і коронавірус [Архівовано 19 січня 2021 у Wayback Machine.]. Snob.ru, 16.03.2020
- Озброєний іконостас: як РПЦ здивувала Росію Путіним і Сталіним [Архівовано 31 жовтня 2020 у Wayback Machine.]. Forbes.ru, 05.05.2020

Книги
- Православна Москва. Храми, монастирі, каплиці, церковно-громадські та благодійні організації, видавництва та ЗМІ : Довідник (автор-упорядник). З 1993 року вийшло 5 видань, останнє в 2006 році.
- Церква в пострадянській Росії. Відродження, якість віри, діалог з суспільством. - М.: Арефа, 2013. - 80 с.
- Церковне відродження. Підсумки. - М.: Ексмо, 2018. - 180 с.